# Maria Ford
Maria Ford (Colorado, 10 de octubre de 1966) es una actriz, modelo y bailarina estadounidense, reconocida especialmente por aparecer en una gran cantidad de producciones de cine B.

## Carrera
Ford ha realizado una gran cantidad de apariciones en producciones de cine B principalmente en la década de 1990, por lo que se le conoce como una popular scream queen. Por este hecho, Ford es mencionada con frecuencia en el documental de 1998 Some Nudity Required. Además de sus múltiples apariciones en cine y televisión en los Estados Unidos, Ford se ha desempeñado como modelo y bailarina.

## Filmografía

### Cine
| Año  | Título                                             | Papel                     | Notas      |
| ---- | -------------------------------------------------- | ------------------------- | ---------- |
| 1989 | Stripped to Kill II: Live Girls                    | Shady                     |            |
| 1989 | Dance of the Damned                                | Maestra                   |            |
| 1989 | Masque of the Red Death                            | Isabella                  |            |
| 1990 | The Haunting of Morella                            | Diane                     |            |
| 1990 | Naked Obsession                                    | Lynne Hauser              |            |
| 1990 | The Rain Killer                                    | Satin                     |            |
| 1990 | Slumber Party Massacre III                         | Maria                     |            |
| 1991 | Ring of Fire                                       | Julie                     |            |
| 1991 | Kickboxer 2025                                     | Bailarina                 |            |
| 1991 | Deathstalker IV: Match of Titans                   | Dionara                   |            |
| 1992 | Final Judgement                                    | Nicole                    |            |
| 1992 | The Unnamable II: The Statement of Randolph Carter | Alyda Winthrop            |            |
| 1993 | Necronomicon: Book of Dead                         | Clara                     |            |
| 1993 | Ring of Fire II: Blood and Steel                   | Julie                     |            |
| 1993 | The Three Musketeers                               | Wench                     |            |
| 1994 | Angel of Destruction                               | Jo Alwood                 |            |
| 1994 | Mind Twister                                       | Melanie Duncan            |            |
| 1994 | Saturday Night Special                             | Darlene                   |            |
| 1995 | The Wasp Woman                                     | Caitlin                   | Telefilme  |
| 1995 | Stripteaser                                        | Christina Loren           |            |
| 1995 | Bram Stoker's Burial of the Rats                   | Madeleine                 | Telefilme  |
| 1995 | Alien Terminator                                   | McKay                     |            |
| 1995 | Dillinger and Capone                               | Empresaria                |            |
| 1996 | Hot Ticket                                         | Kim                       |            |
| 1996 | Mind Games                                         | Ivory/Tess                |            |
| 1996 | The Black Rose of Harlem                           | Alba                      |            |
| 1996 | Night Hunter                                       | Tournier                  |            |
| 1996 | The Glass Cage                                     | Dianne                    |            |
| 1996 | Showgirl Murders                                   | Jessica Cross             |            |
| 1997 | Dark Planet                                        | Helmsperson Salera, Alpha |            |
| 1997 | Starquest II                                       | Bailarina                 |            |
| 1997 | Future Fear                                        | Anna Denniel              |            |
| 1998 | Casper Meets Wendy                                 | Playmate                  |            |
| 1998 | Some Nudity Required                               | Ella misma                | Documental |
| 1998 | The Dark Side of Hollywood                         | Ella misma                | Documental |
| 1998 | Addams Family Reunion                              |                           | Telefilme  |
| 1999 | Michael Jordan: An American Hero                   |                           | Telefilme  |
| 1999 | I Like to Play Games Too                           | Suzanne                   |            |
| 1999 | The Key to Sex                                     | Christy                   |            |
| 1999 | Erotic Confessions: Volume 11                      | Jamie                     |            |
| 2000 | Night Calls: The Movie, Part 2                     | Brandi                    |            |
| 2000 | The Independent                                    | Modelo                    |            |
| 2001 | Perfect Fit                                        | Perry                     |            |
| 2002 | Role of a Lifetime                                 | Margarette-Anne           |            |
| 2003 | Beethoven's 5th                                    | Mujer linda del pueblo    |            |
| 2006 | Wedding Slashers                                   |                           |            |
| 2007 | E.D.E.N.                                           |                           | Telefilme  |
| 2008 | Beethoven's Big Break                              | Vecina                    |            |
| 2014 | Sexy Storm Siren                                   | Bailarina                 | Corto      |
| 2015 | Serpentine                                         | Bailarina                 | Corto      |
| 2016 | Pleasures Garden                                   | Bailarina                 | Corto      |
| 2017 | Dressed in Stardust Fashion Film                   | Modelo                    | Corto      |
| 2018 | Maria Ford Fashion Film                            | Ella misma                | Corto      |

### Televisión
| Año  | Título              | Papel           | Notas                                   |
| ---- | ------------------- | --------------- | --------------------------------------- |
| 1993 | Tropical Heat       | Margot          | Episodio: Smut and Nothin' But          |
| 1994 | Hot Line            | Kristin         | Episodio: Visions of Love               |
| 1998 | Something So Right  | Zora            | Episodio: Something About an Ex-Goddess |
| 1998 | Chicago Hope        | Tori Landers    | Episodio: The Other Cheek               |
| 1999 | Erotic Confessions  | Jamie           | Episodio: Going Skiing                  |
| 2000 | Passion Cove        | Donna           | Episodio: Lights! Camera! Action!       |
| 2002 | Judging Amy         | Waitress        | Episodio: Boys to Men                   |
| 2003 | 7th Heaven          | Pamela Perfect  | Episodio: The One Thing                 |
| 2004 | The Drew Carey Show | Crystal / Nancy | Episodio: Assault with a Lovely Weapon  |